# Hippocampus zebra
Hippocampus zebra ist eine Art aus der Gattung der Seepferdchen. Es lebt in den tropischen Gewässern nördlich Australiens.

## Merkmale und Lebensweise
Die Rumpflänge macht etwas mehr als ein Drittel der gesamten Körperlänge dieses Tieres aus, der Schwanz circa zwei Drittel. Die maximale Körperlänge beträgt acht Zentimeter, die Krone ist mäßig hoch und besitzt fünf flache Dornen. Markant ist die Färbung des Tieres, gezeichnet durch abwechselnd gelblich weiße und braune bis schwarze Querstreifen. Einige Streifen sind auch schräg oder gekrümmt, wie am Kopf oder am Bauch. Seine Augen sind blau mit gelblich weißer Iris. Wie die meisten anderen Seepferdchen frisst diese Art kleine Beutetiere wie Krebstiere und Plankton-Zooplankton.
Diese Tiere sind ovivipar, wobei Männchen die Eier in ihrem Beutel ausbrüten. Die Geschlechtsreife erreichen diese Tiere bei einer Länge von circa sieben Zentimetern. Die Weibchen produzieren die Eier und legen sie anschließend in den Beutel der Männchen, der sich unter dem Bauch befindet. Anschließend befruchtet das männliche Exemplar die Eier im Beutel und bietet ihnen Schutz, bis sie schlüpfen.

## Vorkommen und Habitat
Dieses Seepferdchen lebt in den Gewässern im Norden Australiens, im Westen begrenzt durch die Coral Bay bis zur Capricorn Group im Osten, und hält sich meist in 20 Metern Tiefe in der Nähe von Korallenriffen auf, kann jedoch auch bis zu einer Tiefe von 70 Metern und über sandigem oder schlammigem Boden gefunden werden.

## Gefährdung
Gefährdet wird dieses Tier durch den Verlust seiner Lebensräume, dies vollzieht sich durch das Sterben von Korallenriffen, Küstenverschmutzung und Fischereipraktiken wie die Schleppnetzfischerei. Ebenso mit der Versauerung der Meere und den Auswirkungen des Klimawandels, den damit einhergehenden Konsequenzen wie Erhöhung der Temperatur der Meeresoberfläche und häufigere Stürme, die damit in Zusammenhang stehen. Gefischt wird diese Art selten, wenn wird sie als Beifang gefischt, für gezieltes Fischen besteht offensichtlich geringe Abnahme. Weitere Forschungen sind jedoch erforderlich, um zu ermitteln, wie der Rückgang der Korallen die Populationen dieses Seepferdchens im Detail beeinflusst. Daher wird Hippocampus zebra als Data Deficient durch die IUCN aufgeführt damit reicht die vorhandene Datengrundlage nicht für eine Beurteilung des Aussterberisikos aus.
Die gesamte Gattung Hippocampus wurde im November 2002 im Anhang II des Washingtoner Artenschutzübereinkommens gelistet, dies bedeutet, dass der kommerzielle Handel nach einer Unbedenklichkeitsprüfung des Ausfuhrstaates möglich ist.

## Belege
1. 1 2 3 4  Hippocampus zebra in der Roten Liste gefährdeter Arten der IUCN 2017. Eingestellt von: Pollom, R., 17 August 2016.
2. 1 2 3 4  Bray, D.J., Thompson: Zebra Seahorse, Hippocampus zebra Whitley 1964. Fishes of Australia, abgerufen am 20. Februar 2019 (englisch).
3. 1 2 3  Hippocampus zebra auf Fishbase.org (englisch)